# Taëžnyj
Taëžnyj (in russo Таёжный?) è un insediamento di tipo urbano della Russia siberiana occidentale situato nel distretto Sovetskij del Circondario Autonomo degli Chanty-Mansi.
Si trova a circa 50-60 km da Sovetskij, centro amministrativo del distretto.